# Jirón Lampa
El jirón Lampa es una calle del Damero de Pizarro en el centro histórico de Lima, capital del Perú. Se extiende de norte a sur a lo largo de 12 cuadras desde el jirón Amazonas hasta el Paseo de los Héroes Navales. Además, a partir de la cuadra 7 tiene a un costado parte del corredor del Sistema Metropolitano de Transporte.

## Recorrido
Se inicia en el jirón Amazonas y termina en la cuadra 2 de avenida Paseo de la República.
Está conformado por las siguientes calles (nombre de la cuadra de tiempos del Virreinato:
Cuadra 1: Calle de la Soledad, llamada así por la iglesia de Nuestra Señora de la Soledad, construido a finales del siglo XVI. Considerado como parte del Patrimonio de la Humanidad. 
Cuadra 2: Calle de Santo Toribio, por el Seminario de Santo Toribio, fundado el 7 de diciembre de 1591.
Cuadra 3: Calle de Santa Apolonia, llamada así por la capilla del mismo nombre.
Cuadra 4: Calle de Carrera, por una panadería propiedad de Pedro Carrera. Anteriormente fue llamada Calle de Navarro, por haber vivido allí desde
la fundación de Lima, el conquistador Pedro Ramírez de Uroz Navarro, más conocido como Pedro Navarro.
Cuadra 5: Calle de Picantería, por la existencia de un  lugar conocido donde vendían comida criolla de la época. Después se le llamó el Banco del Herrador, donde se herraban caballos.
Cuadra 6: Calle de San Antonio, por haber vivido allí los condes de San Antonio de Vista Alegre. Mas antiguamente se llamó Calle de Híjar, por los marqueses del Dragón de San Miguel de Híjar.
Cuadra 7: Calle Pileta de la Trinidad, llamada así por la pileta de agua que existio en esta calle.
Cuadra 8: Calle de Fano, llamada así por haber residido en esta calle miembros de la familia Fano, destacando entre ellos Pedro Fano, quien fue uno de los 339 convocados por el Cabildo de Lima el 15 de julio de 1821 para decidir por la independencia del Perú, firmando el Acta de la Independencia del Perú ese mismo día.
Cuadra 9: Calle de Pobres, se cree que se llamó así por sus viviendas modestas donde habitaban personas de pobre condición económica.
Cuadra 10: Calle de Cádices, por haber vivido allí Miguel de Cádiz y su familia, llamados los Cádices.
Cuadra 11: Calle del Sauce: por haber existido un árbol de sauce que sobrevivió a una huerta que habría en ese lugar.